# یواس‌اس پترل (ای‌اس‌آر-۱۴)
یواس‌اس پترل (ای‌اس‌آر-۱۴) (به انگلیسی: USS Petrel (ASR-14)) یک زیردریایی بود که طول آن ۲۵۱ فوت ۴ اینچ (۷۶٫۶۱ متر) بود. این زیردریایی در سال ۱۹۴۵ ساخته شد.